# Курс свободы
«Курс свободы» (греч. Πλεύση Ελευθερίας) — левая политическая партия Греции, основанная 19 апреля 2016 года бывшим спикером парламента Зои Константопулу. Позиционирует себя как антисистемное партийно-гражданское движение, борющееся против меморандумов с внешними кредиторами, требующими проведения политики жёсткой экономии. Прошла в парламент на выборах июня 2023 года.

## История
После заключения кредитного соглашения первым правительством СИРИЗА-АНЕЛ левое крыло Коалиции радикальных левых (СИРИЗА) выступило с резкой критикой капитуляции премьер-министра Алексиса Ципраса перед требованиями кредиторов и откололось от партии. В числе несогласных была и спикер парламента Греции Зои Константопулу, также порвавшая со своей прежней партией и принявшая участие в следующих парламентских выборах в сентябре 2015 года в качестве лидера афинского списка новой партии «Народное единство». Однако политической силе, получившей 2,86 % голосов, не удалось преодолеть избирательный порог в 3 % для представительства в законодательном органе.
Сама Зои Константопулу не вошла в состав «Народного единства». 19 апреля 2016 года 19 апреля 2016 года она объявила об основании собственной партии — «Курс свободы». Согласно учредительной декларации, цели партии состоят в следующем: демократия, справедливость, прозрачность, права, аннулирование долгов и репарации (возмещении ущерба, нанесённого немецкими оккупантами во время Второй мировой войны).
В съезде «Курса свободы» приняли участие, среди прочих. Рахиль Макри, Надя Валавани, Аглая Кирици, Янис Статас (все четверо — бывшие парламентарии от СИРИЗА, покинувшие её в 2015 году), Манусос Манусакис, Харис Созос, Васия Панагопулу, Авги Вуцина.
Учредительное мероприятие партии состоялось 19 апреля 2016 года, а 5 июля 2016 года, в первую годовщину референдума, документы партии были представлены в Верховный суд. Действие партии является прямым демократическим, без бюрократии и без партийных механизмов и основано на горизонтальном развитии через Ядра свободы .

## Позиции
Предвыборные требования партии на парламентских выборах 2019 года следующие:
- Отмена депутатской и министерской неприкосновенности.
- Списание нелегитимной задолженности путём активации заключения Комиссии по установлению истины по государственному долгу.
- Аудит в делах о коррупции, закупках вооружения, страховых фондах и государственных компаниях и организациях.
- Взыскание немецких долгов на основании официальных заключений Специального парламентского комитета. Выплата оккупационной ссуды и возврат похищенных археологических ценностей.
- Предъявления иска компании «Сименс» и привлечение к ответственности всех виновных и причастных к скандалу.
- Демократизация правосудия с созданием смешанных судов присяжных всех уровней. Отмена назначения руководства судов правительством.
- Списание долгов сверх задолженностей граждан, семей и т. д.
- Конфискация активов банкиров и политиков, которые способствовали затягиванию страны в кабальные условия меморандумов.
- Закрытие всех средств пропаганды и создание стимулов для создания гражданами совместных информационных проектов.
- Национализация банков
- Участие граждан в комитетах Парламента и в процедурах согласования законопроектов. Институционализация гражданского воспитания граждан в случаях коррупции и запутанности.
- Выход из Соглашения о беженцах между ЕС и Турцией, поскольку он позволяет турецким офицерам и полиции действовать на греческих островах[10].
- Расширение территориальных вод до 10 миль, чтобы они полностью соответствовали воздушному пространству и прекратили оспаривание со стороны Турции[11].
- Референдум об аннулировании Преспанского соглашения с Северной Македонией.

## Участие в выборах и межпартийное сотрудничество
Партия «Курс свободы» самостоятельно участвовала в европейских выборах 2019 года с 26 кандидатами (16 мужчин и 10 женщин) и заняла 8-е место. На такой же позиции она разместилась на парламентских выборах 2019 года с процентным показателем 1,5 % голосов.
Зои Константопулу исключила сотрудничество не только с силами, выступавшими проводниками «жёсткой экономии» («Новая демократия», «Движение перемен» и СИРИЗА), но и с МЕРА25 — партией Яниса Варуфакиса, также критиковавшего обслуживание непомерных долгов и антисоциальную политику. При этом на выборах в Европарламент в избирательные списки кандидатов «Курса свободы» вошли Леонидас и Элиас Пападопулос, лидеры движения «Я не плачу», с которым партия тесно сотрудничает.
На европейском уровне «Курс свободы» проводит общую международную линию с партией «Непокорённая Франция», с чьим лидером Жаном-Люком Меланшоном Зои Константопулу сотрудничает для составления «альтернативного плана B для народов Европы». Он также поддерживает контакты с исландской партией «Лево-зелёное движение» и её бывшим министром финансов Эгмюндюром Йоунассоном.
По результатам  повторных парламентских выборов 25 июня 2023 года партия получила 8 из 300 мест в парламенте Греции. Кандидат от «Курса свободы» в заместители спикера парламента Михалис Хурдакис (Μιχάλης Χουρδάκης) не был избран.

## Эмблема
На логотипе партии изображены шесть «парусов» — букв дельта, которые соответствуют заявленным в её декларации целям деятельности:
- Демократия (Δημοκρατία)
- Справедливость (Δικαιοσύνη)
- Прозрачность (Διαφάνεια)
- Права человека (Δικαιώματα)
- Аннулирование долга (Διαγραφή χρέους)
- Иск к Германии о возмещении ущерба времён Второй мировой войны (Διεκδίκηση των Γερμανικών οφειλών του Δευτέρου Παγκοσμίου Πολέμου).